# 紀元前775年
紀元前775年（きげんぜん775ねん）は、西暦による年。

## 他の紀年法
- 干支 : 丙寅
- 中国
  - 周 - 幽王7年
  - 魯 - 孝公32年
  - 斉 - 荘公贖20年
  - 晋 - 文侯6年
  - 秦 - 襄公3年
  - 楚 - 若敖16年
  - 宋 - 戴公25年
  - 衛 - 武公38年
  - 陳 - 平公3年
  - 蔡 - 釐侯35年
  - 曹 - 恵伯21年
  - 鄭 - 桓公32年
  - 燕 - 頃侯16年
- 朝鮮
  - 檀紀1559年
- ユダヤ暦 : 2986年 - 2987年